# 川内康幹
川内 康幹（かわうち よしき、1996年4月15日 - ）は、大阪府吹田市出身のフットサル選手。ミラクルスマイル新居浜所属。ポジションはゴールキーパー。

## 来歴
京都外国語大学体育会サッカー部から2018年にFリーグ・ポルセイド浜田に入団した。同年5月にクラブが発表した2018-19シーズンの登録選手には入っていなかったが、9月に追加登録された。
2019年1月12日、対広島エフ・ドゥ戦でFリーグデビュー。
2019-20シーズンも開幕時の登録選手リストからは外れるが、前年と同じく9月に追加登録された。
シーズン終了後に契約満了となりフュンフバイン京都に移籍するも開幕直前に契約を解除しポルセイド浜田と再契約、背番号は21に変更となった。しかし2020-21シーズンは中田貴大、安藤拓真との競争に敗れ出場機会を得ることが出来なかった。
2021-22シーズンは背番号を1へと変更し、自己最多の14試合に出場登録されるもシーズン終了後に退団。東京ヴェルディフットサルに移籍、背番号は21となった。
2024-25シーズンの5月27日に東京ヴェルディフットサルを退団。同日にFリーグに所属するミラクルスマイル新居浜への加入が発表された。6月19日に追加登録選手として公示され、その後シーズン終了まで控えゴールキーパーを務めた。

## プレースタイル
ゴールキーパーとしては小柄であるが、瞬発力を活かした俊敏なセービングが持ち味である。

## 個人成績
| 国内大会個人成績 | 国内大会個人成績 | 国内大会個人成績 | 国内大会個人成績 | 国内大会個人成績 | 国内大会個人成績 | 国内大会個人成績 | 国内大会個人成績 | 国内大会個人成績 | 国内大会個人成績 | 国内大会個人成績 | 国内大会個人成績 |
| 年度             | クラブ           | 背番号           | リーグ           | リーグ戦         | リーグ戦         | リーグ杯         | リーグ杯         | オープン杯       | オープン杯       | 期間通算         | 期間通算         |
| 年度             | クラブ           | 背番号           | リーグ           | 出場             | 得点             | 出場             | 得点             | 出場             | 得点             | 出場             | 得点             |
| 日本             | 日本             | 日本             | 日本             | リーグ戦         | リーグ戦         | オーシャン杯     | オーシャン杯     | 全日本選手権     | 全日本選手権     | 期間通産         | 期間通産         |
| ---------------- | ---------------- | ---------------- | ---------------- | ---------------- | ---------------- | ---------------- | ---------------- | ---------------- | ---------------- | ---------------- | ---------------- |
| 2018-19          | ポルセイド浜田   | 55               | F2               | 8                | 0                | -                | -                | -                | -                | 8                | 0                |
| 2019-20          | ポルセイド浜田   | 55               | F2               | 8                | 0                | -                | -                | -                | -                | 8                | 0                |

- F2リーグ初出場 - 2019年1月12日 F2第14節 広島エフ・ドゥ戦（東広島運動公園体育館）
- F2リーグ通算50試合出場登録 - 2024年11月24日 F2第16節 エスポラーダ北海道戦（苫小牧市総合体育館）

### 背番号
- 55 （2018年 - 2020年）ポルセイド浜田
- 33 （2020年）フュンフバイン京都
- 21 （2020年 - 2021年）ポルセイド浜田
- 1 （2021年 - 2022年）ポルセイド浜田
- 21 （2022年 - 2023年）東京ヴェルディフットサル
- 23 （2023年 - 2024年）東京ヴェルディフットサル
- 1 （2024年）東京ヴェルディフットサル
- 1 （2024年 - ）ミラクルスマイル新居浜